# الکس مک کواد
الکس مک کواد (انگلیسی: Alex McQuade؛ زادهٔ ۷ نوامبر ۱۹۹۲) بازیکن فوتبال اهل بریتانیا است.
از باشگاه‌هایی که در آن بازی کرده‌است می‌توان به باشگاه فوتبال وارینگتون تاون، باشگاه فوتبال فارسلی سلتیک، باشگاه فوتبال هاید، باشگاه فوتبال گایزلی، و باشگاه فوتبال شروزبری تاون اشاره کرد.
وی همچنین در تیم ملی فوتبال Yorkshire بازی کرده‌است.